# Lancelin
Lancelin is een plaats in de regio Wheatbelt in West-Australië. Het ligt 127 kilometer ten noordwesten van Perth en 77 kilometer ten zuidwesten van Moora. In 2021 telde het 786 inwoners, tegenover 666 in 2006.

## Geschiedenis
Op 28 april 1656 verging het Nederlandse schip de Vergulde Draeck, zes kilometer ten zuiden van Lancelin, nabij Ledge Point. Slecht 75 van de 198 mensen aan boord geraakten op de kust. De overlevende verdwenen op mysterieuze wijze. In 1858 ging Abraham Leeman op Lancelin Island aan land toen hij op zoek was naar de Vergulde Draeck. In 1931 werden veertig zilveren guldens gevonden in de zandduinen nabij de monding van de rivier Moore. In 1963 werd het wrak van het schip terug gevonden.
Het kustplaatsje werd vernoemd naar het nabijgelegen Lancelin Island. Het eiland werd tijdens een ontdekkingsreis in 1801 door kapitein Nicolas Baudin naar de wetenschappelijk schrijver P.J. Lanceling, auteur van World Map of Sciences, vernoemd.
Vanaf de jaren 1940 groeide de interesse in het gebied rond Lancelin Island voor toeristische doeleinden en door de kreeften- en krabbenindustrie. In 1950 werd een dorpje gesticht dat oorspronkelijk Wangaree werd genoemd, het Aborigineswoord voor "vissen". Op verzoek van de Gingin Road Board werd Wangaree in 1953 Lancelin genoemd. Ten dienste van de kreeften- en krabbenindustrie werden drie aanlegsteigers gebouwd. De eerste was van Patersons/Tropical Traders, de tweede van Lancelin Products en de derde, die tussen de twee in lag, werd in 1951-52 gebouwd door de Fremantle Fishermen's Co-operative. Deze laatste aanlegsteiger ging later in overheidshanden over. De twee buitenste privatieve aanlegsteigers bestaan niet meer. De Co-op Jetty wordt nog gebruikt bij de kweek van kreeften. Vissersboten kunnen er niet langer aanmeren door het dichtslibben van de baai.
Sinds de jaren 1940 ligt de Lancelin Training Area ten noorden van Lancelin. Het wordt gebruikt door de marine voor schietoefeningen en voor allerhande andere trainingen.
In 1950 werd een surfcabine tot schooltje omgebouwd. Het is inmiddels afgebroken. In 1954 ging de Lancelin Inn open. Het werd later het Lancelin Beach Hotel. In 1955 werd de Our Lady of Fatima Roman Catholic Church gebouwd.
Sinds 1986 vindt in Lancelin de Lancelin Ocean Classic plaats, een internationaal windsurfevenement. Anno 2025 berichtte de pers dat de kustplaats last heeft van erosie en deze eeuw nog grotendeels door de Indische Oceaan dreigt overstroomd te worden.

## Toerisme
- Er bevinden zich twee eilanden in de baai voor Lancelin, Lancelin Island en Edwards Island. De Lancelin Island Nature Reserve 500 meter voor de kust is in leven geroepen om de fauna en flora te beheren en te beschermen. De eilanden zijn een toevluchtsoord voor broedende zeevogels, voor verschillende landvogels en hagedissen en voor rustende zeeleeuwen.
- Rond Lancelin liggen grote 4000 jaar oude zandduinen. Ze zijn een locatie voor films. Er wordt gebruik van gemaakt voor zandwinning. Liefhebbers van vierwielaandrijving oefenen er hun hobby uit. Er wordt aan zandborden gedaan.[15]
- Back Beach is geschikt om te surfen.
- Vanaf Lancelin Lookout heeft men een panoramisch zicht over de Indische Oceaan, Lancelin Island en de zandduinen.
- In de baai zijn 's morgens dolfijnen te zien.[16]

## Wereldrecord
Lancelin behaalde op 15 oktober 2016 het wereldrecord "Largest convoy of off-road vehicles".

## Klimaat
Lancelin heeft een mediterraan klimaat met hete zomers waarbij het heel het jaar warm is, gelijkend op een subtropisch klimaat met droge zomers.
| Maand                                  | jan  | feb  | mrt  | apr  | mei  | jun   | jul   | aug  | sep  | okt  | nov  | dec  | Jaar  |
| -------------------------------------- | ---- | ---- | ---- | ---- | ---- | ----- | ----- | ---- | ---- | ---- | ---- | ---- | ----- |
| Gemiddeld maximum (°C)                 | 29,1 | 29,9 | 28,5 | 25,5 | 22,7 | 20,3  | 19,2  | 19,4 | 20,5 | 22,5 | 24,9 | 27,3 | 24,2  |
| Gemiddeld minimum (°C)                 | 17,6 | 18,1 | 16,8 | 14,5 | 12,4 | 10,8  | 9,9   | 9,9  | 10,5 | 12,1 | 14,2 | 16,2 | 13,6  |
|                                        |      |      |      |      |      |       |       |      |      |      |      |      |       |
| Neerslag (mm)                          | 11,2 | 13,1 | 15,4 | 30,9 | 80,1 | 116,4 | 120,5 | 91,2 | 57,0 | 28,5 | 20,0 | 8,6  | 592,9 |
| Regendagen (dag)                       | 1,3  | 1,2  | 2,1  | 4,9  | 9,7  | 13,2  | 14,6  | 12,4 | 9,7  | 5,9  | 3,8  | 1,9  | 80,7  |
| Relatieve luchtvochtigheid (%)         | 61   | 60   | 60   | 62   | 61   | 63    | 65    | 64   | 64   | 62   | 62   | 61   | 62,1  |
| Bron: Australian Bureau of Meteorology |      |      |      |      |      |       |       |      |      |      |      |      |       |

## Galerij

Lancelin
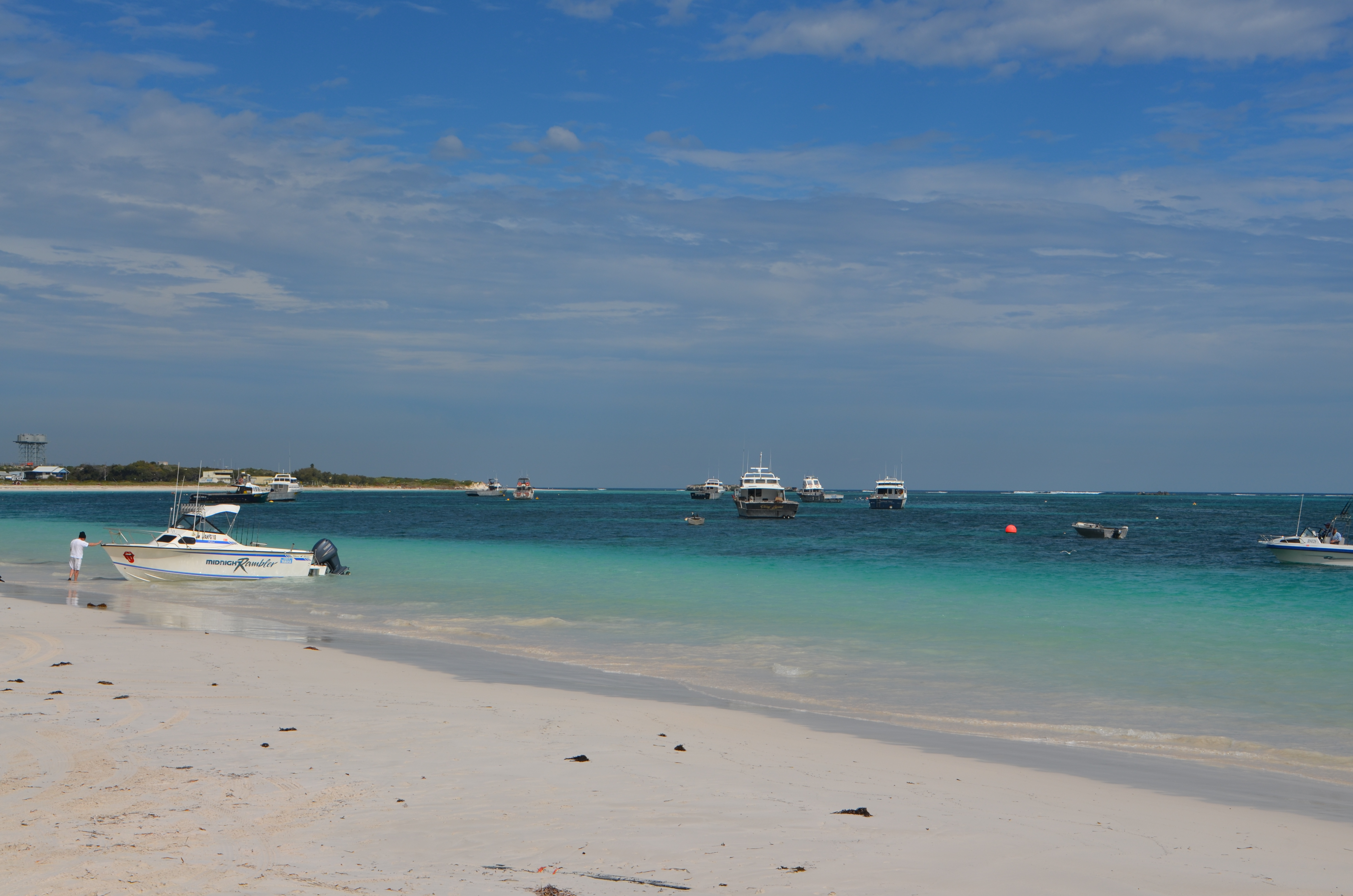
Indische Oceaan
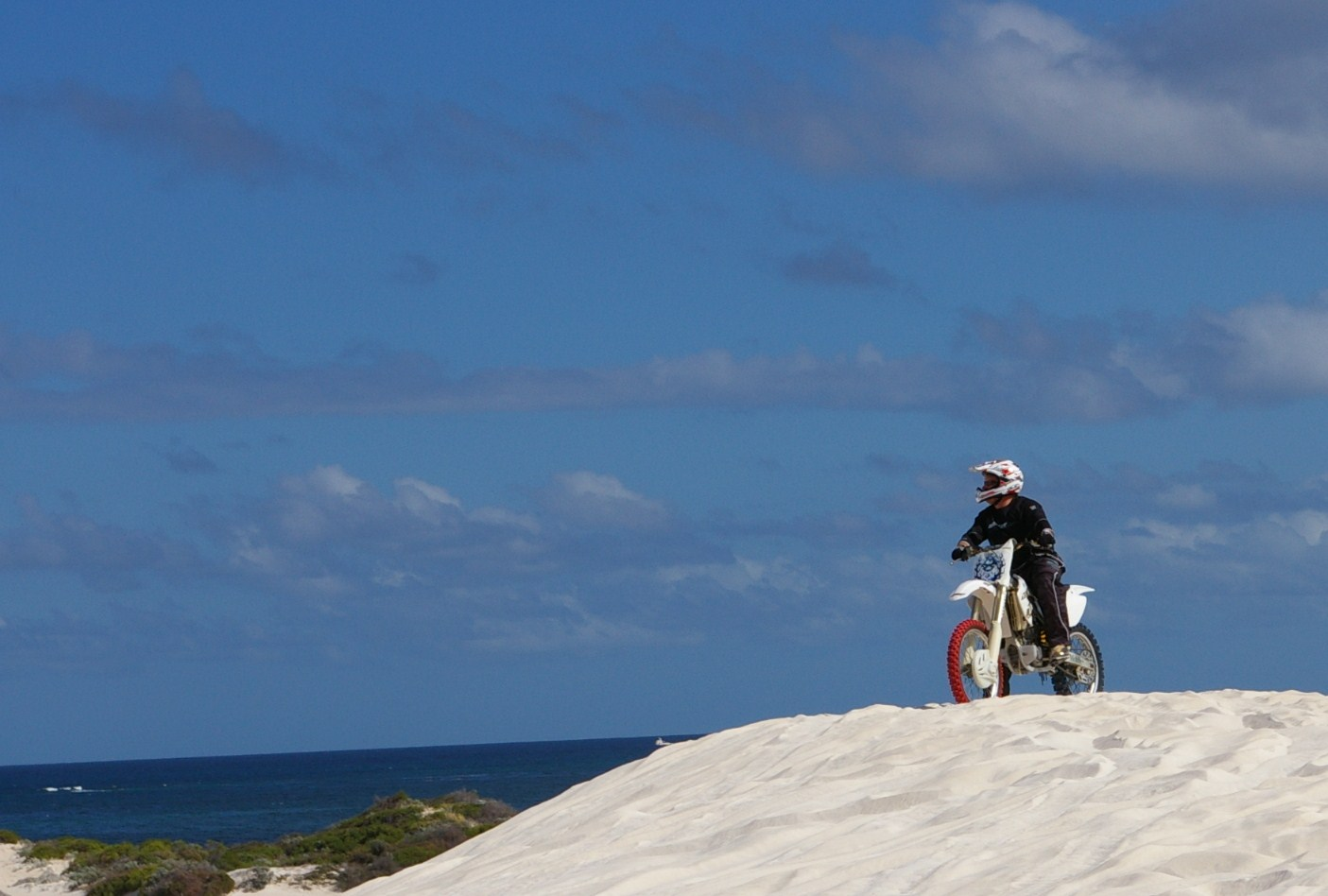
Zandduinen
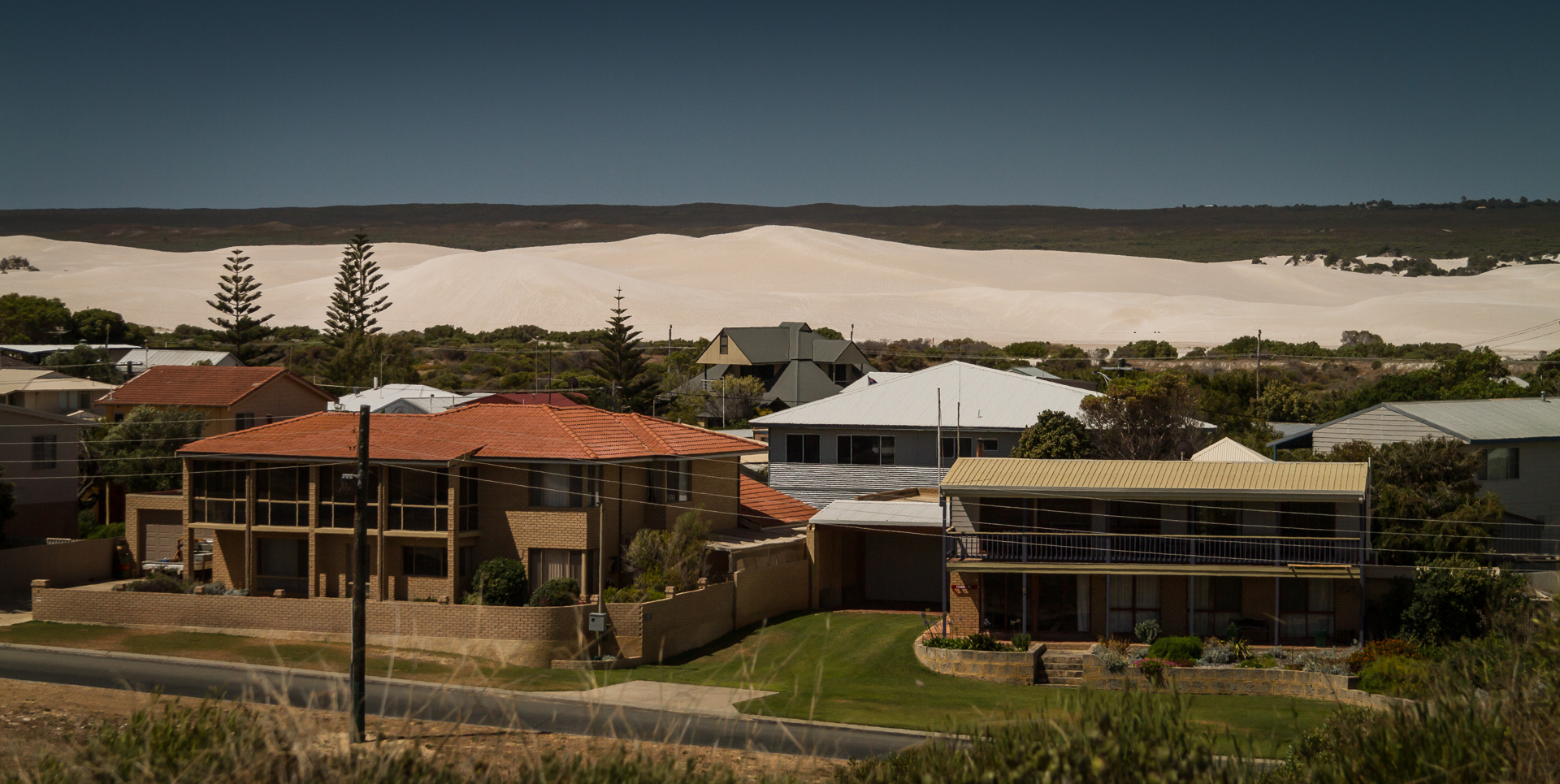
Zandduinen
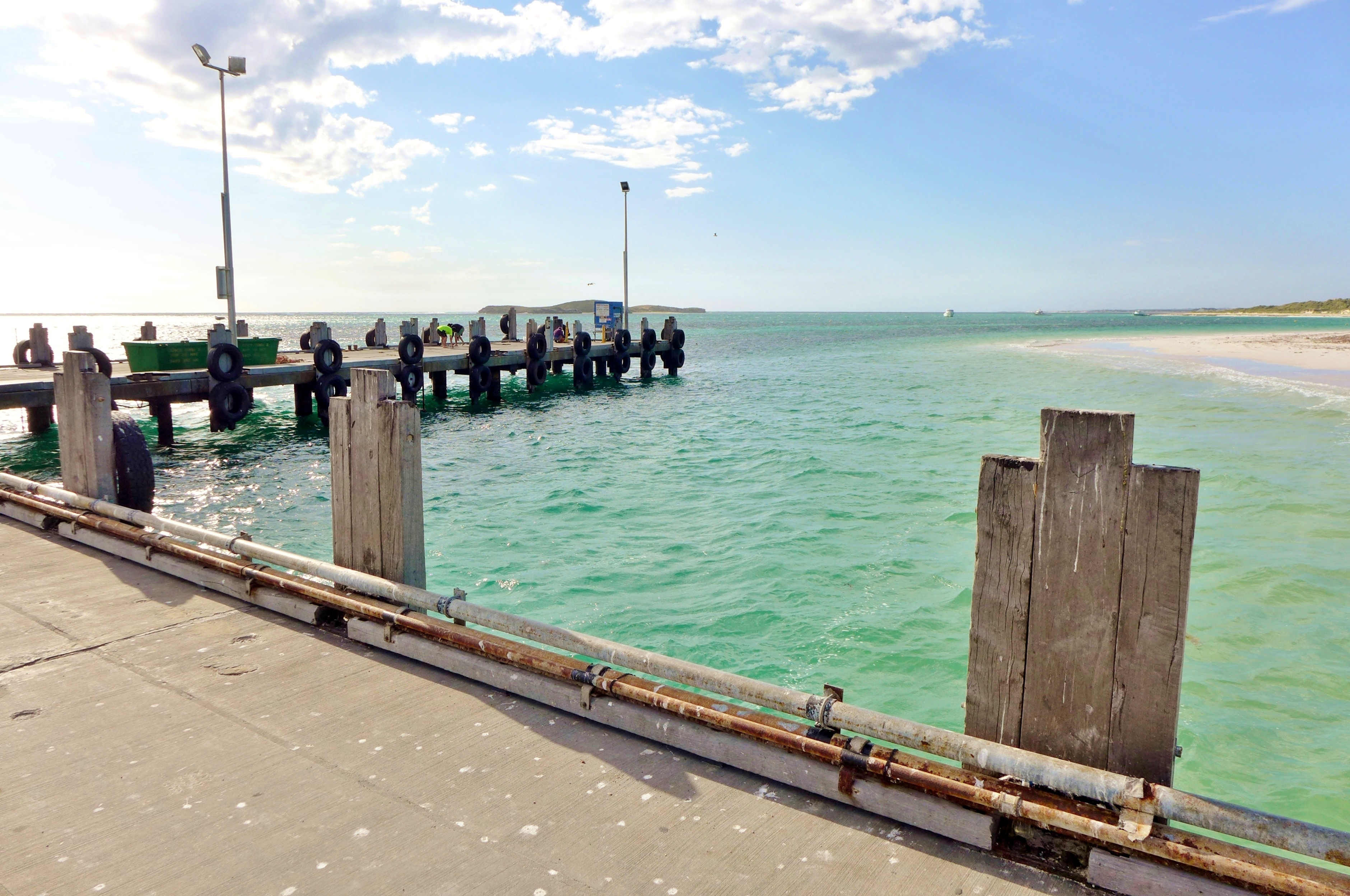
Aanlegsteiger
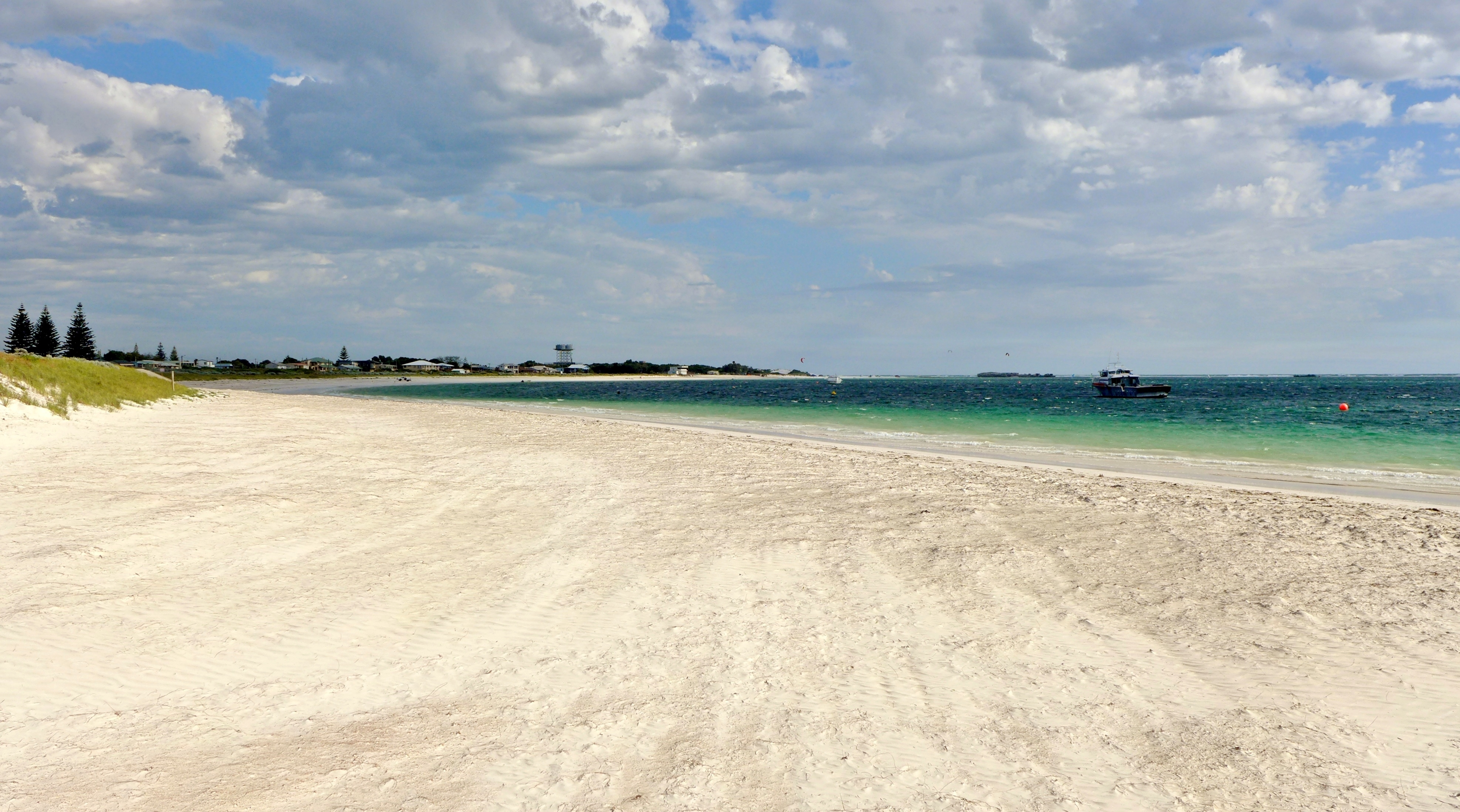
Strand

Aldersyde · Amery · Ardath · Arthur River · Baandee · Babakin · Badgingarra · Badjaling · Bailup · Bakers Hill · Balkuling · Ballaying · Ballidu · Beacon · Beenong · Beermullah · Bejoording · Belka · Bencubbin · Bendering · Benjaberring · Beverley · Bilbarin · Bindi Bindi · Bindoon · Bodallin · Bolgart · Bonnie Rock · Boolading · Booraan · Brookton · Bruce Rock · Bullaring · Bullfinch · Bulyee · Bungulla · Buntine · Burakin · Burracoppin · Cadoux · Calingiri · Campion · Caraban · Carrabin · Cataby · Cervantes · Chandler · Chittering · Clackline · Cold Harbour · Congelin · Coomberdale · Copley · Corrigin · Cowcowing · Crossman · Cuballing · Culbin · Cunderdin · Dalwallinu · Dandaragan · Dangin · Darkan · Dattening · Dongolocking · Doodlakine · Dowerin · Dudinin · Dumbleyung · Duranillin · Dwarda · Ejanding · Elabbin · Erikin · Gabbin · Gingin · Goomalling ·  Grass Valley · Greenhills · Guilderton · Gwambygine · Harrismith · Highbury · Hines Hill · Holt Rock · Hyden · Jelcobine · Jennacubbine · Jennapullin · Jitarning · Jurien Bay · Kalannie · Karlgarin · Kellerberrin · Kondinin · Kondut · Koojan · Koolyanobbing · Koorda · Korbel · Korrelocking · Kukerin · Kulin · Kulja · Kulyaling · Kunjin · Kununoppin · Kweda · Kwelkan · Kwolyin · Lancelin · Lake Brown · Lake Grace · Lake King · Ledge Point · Manmanning · Marvel Loch · Meckering · Meenaar · Merredin · Miling · Minnivale · Mogumber · Mokine · Moodiarrup · Mooliabeenee · Moora · Moorine Rock · Moorumbine · Moulyinning · Mount Hardey · Mount Kokeby · Mount Walker · Muchea · Mukinbudin · Muntadgin · Nalya · Nangeenan · Narembeen · Narrogin · New Norcia · Newdegate · Nilgen · Nokaning · North Bannister · Northam · Nukarni · Nungarin · Pantapin · Piawaning · Piesseville · Pingaring · Pingelly · Pithara · Popanyinning · Quairading · Quindanning · Regans Ford · Seabird · Shackleton · Southern Cross · Spencers Brook · Tammin · Tincurrin · Toodyay · Trayning · Varley · Wagin · Walebing · Walgoolan · Wandering · Wannamal · Watheroo · Welbungin · West Dale · West Toodyay · Westonia · Wialki · Wickepin · Wilbinga · Williams · Wongan Hills · Woodridge · Wubin · Wundowie · Wyalkatchem · Yealering · Yelbeni · Yellowdine · Yilliminning · Yerecoin · York · Yorkrakine · Yornaning · Yoting · Youndegin